# Klaus Karl-Kraus

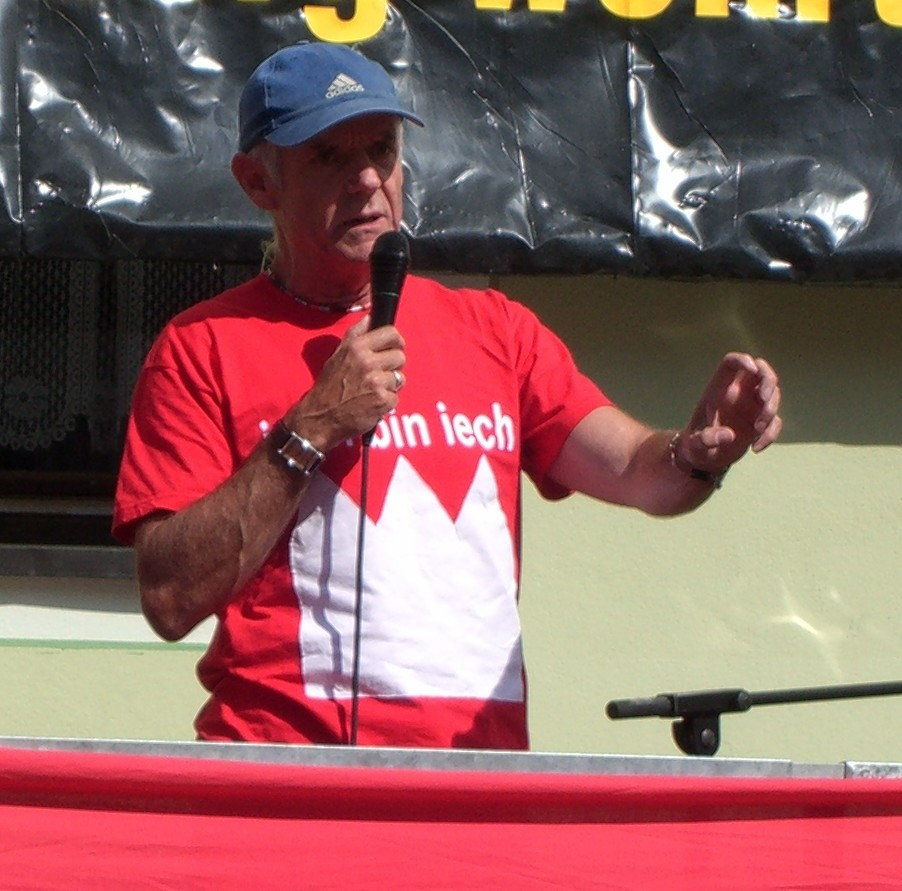
Klaus Karl-Kraus am Mikrofon auf einer Demonstration (2007)

Klaus Karl-Kraus (* 6. Dezember 1951 in Erlangen) ist ein deutscher Kabarettist, Musiker, Autor, Moderator und Dipl.-Betriebswirt, der seine Auftritte in fränkischem Regiolekt absolviert.

## Werdegang
Der Musiker Klaus Karl-Kraus erschien 1978 zum ersten Mal auf der Bühne, damals noch im Musik-Kabarett-Duo „Hobelspäne“ zusammen mit dem Musiker und Schauspieler Winni Wittkopp. Zwei Schallplatten und ein Preis (der Kulturförderpreis der Stadt Erlangen) gingen aus dieser musikalischen Verbindung hervor.
Neben Lesungen und Kabarettvorstellungen in der Region Nürnberg ist er durch seine Fernsehauftritte bei Fastnacht in Franken, in der Frankenschau sowie als Fußballreporter des Bayerischen Rundfunks bekannt geworden. Im Hörfunk war er ebenfalls schon häufig präsent. Gelegentlich tritt Karl-Kraus zusammen mit den Kabarettisten Martin Rassau und Volker Heißmann (bekannt als Waltraud und Mariechen) auf.
Klaus Karl-Kraus hat bisher sieben CDs und vier Bücher veröffentlicht, unter anderem zu seinen Bühnenprogrammen „Karpfen, Klees und ka Wasser“ und „Ned ins Gwerch, Gerch“. Das Buch „Ned ins Gwerch, Gerch“ handelt unter anderem von der Erlanger Bergkirchweih.
In den Kabarett-Programmen baut „KKK“, wie ihn viele Fans nennen, stets auch Musik mit ein. Er schreibt fränkische Lieder, die er zur Gitarre singt und auch auf der Solo-CD „Etz singt er“ veröffentlicht hat. Mit seinem Trio, das der Pianist Jo Barnikel und der Saxofonist Norbert Nagel ergänzen, spielt er Eigenkompositionen, aber auch eigene Versionen bekannter Lieder, zudem gibt es auch T-Shirts mit den Aufdrucken „Papa sag ja“ oder „Hast du Budderblädzli baggn?“.
Klaus Karl-Kraus selbst bezeichnet sich als fränkischen „Aboriginal“. Er nennt sich bekennender 1. FC Nürnberg- und SpVgg-Greuther-Fürth-Fan und hat ein speziell genähtes zweiteiliges Trikot, das er manchmal bei seinen Auftritten trägt, was ihm allerdings schon Kritik einbrachte.
Seit Juli 2009 ist er Pate für die Realschule Gräfenberg im Projekt Schule ohne Rassismus – Schule mit Courage.
Im Februar 2024 beendete er seine Karriere bei der Fernsehsendung „Fastnacht in Franken“, an der er seit 2004 mitgewirkt hatte.

## Werke
- Klaus Karl-Kraus, Ralf Birke: Der Berg – Das Phänomen Erlanger Bergkirchweih. Edition Spielbein im Verlag Birke, Erlangen 2004, ISBN 3-9806982-9-7
- Klaus Karl-Kraus: Ned ins Gwerch, Gerch. Karl Müller Verlag, ISBN 3-9800683-1-5
- Klaus Karl-Kraus: Horch, der Gerch. Karl Müller Verlag, ISBN 3-86070-543-1
- Klaus Karl-Kraus: Es wor fei amol! Erlangen 2017

## Preise und Auszeichnungen
- Kulturförderpreis (1982) und Kultur-Ehrenbrief der Stadt Erlangen
- Wolfram-von-Eschenbach-Förderpreis des Bezirks Mittelfranken (1993)
- Frankenwürfel von Ober-, Unter- und Mittelfranken
- 2008 Goldene Nürnberger Trichter der Nürnberger Trichter Karnevalsgesellschaft e. V. 1909
- 2022: Bayerischer Verdienstorden[1]